# Baky Péter
Baky Péter (Budapest, 1950. november 29. –) Munkácsy Mihály-díjas magyar festőművész.

## Élete
Sokáig Szekszárdon élt, jelenleg Balatonkenesén alkot. 2014-ben kitüntették a Magyar Érdemrend lovagkeresztjével, Tolna megye Prima Primissima díjasa, a Pro Urbe Szekszárd 2000 díj kitüntetettje.
1977-ben diplomázott a Magyar Képzőművészeti Főiskola festő szakán. 1980-86 között elsősorban alkalmazott grafikusként dolgozott. 1986-92 között a szekszárdi Illyés Gyula Tanárképző Főiskolán tanított, majd a szekszárdi Művészetek Háza igazgatója volt 1993-tól 2012-es nyugdíjba vonulásáig. Ezzel párhuzamosan a ferencvárosi Pincegaléria művészeti vezetője 1996-tól 2011-ig.
„A festést és a rajzolást nem lehet abbahagyni, akkor is festek, ha alszom” – Baky Péter.

## Közéleti tevékenysége
Tagja a Magyar Képzőművészek Szövetségének, a Magyar Alkotóművészek Országos Egyesületének 1977 óta, a Magyar Grafikusművészek Szövetségének, a Magyar Festők Társaságának és a Magyar Vízfestők Társaságának. MAOE elnökségi tag, a Nemzeti Kulturális Alap (NKA) Képzőművészet Kollégiuma szakmai szervezetek által delegált tagja. Számos művésztelepet vezetett.

## Fontosabb köztéri alkotásai
1997-ben adták át a szekszárdi Kolping Iskola aulájába készített 15 képből álló Keresztút című pannóját.
Szekszárdi Polgármesteri Hivatalban láthatók Millenniumi Pannói  (Szekszárd története, 2 × 15 m²).
Liszt Ferencről grafikai sorozatot készített, két Liszt-portréja az Augusz-ház falán került elhelyezésre. Archiválva 2009. február 18-i dátummal a Wayback Machine-ben
Részt vett a szekszárdi II. világháborús emlékmű tervezésében és kivitelezésében, tervei alapján készült a szekszárdi Borkút.

## Kiállításai
1979 óta több mint  40 önálló kiállítása volt, a fontosabbak a következők:
- 2020 - Baja,
- 2019 - Tamási,
- 2016 - Érd,
- 2007 - Kecskemét Művelődési Központ,
- 2006 - Kalocsa Művelődési Központ,
- 2005 - Budapest Arany Galéria,
- 2002 - Budapest (Vigadó Galéria), Pécs,
- 2001 - Besons (Franciaország),
- 2000 - Stuttgart (Németország),
- 1999 - Szekszárd, Kaposvár,
- 1998 - Iserlohn (Németország),
- 1997 - Budapest, Lugos (Románia), Delmenhorst, Bréma (Németország),
- 1996 - Brassó (Románia), Budapest Kortárs Galéria,
- 1989 - Worpswede (Németország), Bezons (Franciaország),
- 1988 - Nienburg, Bréma (Németország),
- 1985 - Siófok,
- 1984 - Lomza (Lengyelország),
- 1983 - Szekszárd,
- 1981 - Szeged,
- 1979 - Budapest.

## Tárlatok
Számos kollektív országos és külföldi tárlaton vett részt:
- 2017 - "Szénrajz" Tatabánya, "Mini Képek" Vigadó Bp., Limes Országos tárlat  "Harmónia" Országos Tárlat Szentendre,
- 2014 - "Labirintus" O.T. Szentendre, "Jel" Magyar Festők Társasága kollektív tárlat Bp.,
- 2013 - "Négy elem" orsz. T. Bp.-Szentendre, "Casus Bibendi" Bp. Art IX-XI gal,
- 2012 - "Valóság és Illúzió"  Orsz. t. Bp.,
- 2011 - "Európa-Budapest-Balaton" Országos tárlat Balatonfűzfő
- 2008 - " Jelenlét" Kaposvár,
- 2007 - "In memoriam Assisi Szt. Ferenc" Tatabánya,  ,
- 2005-től minden évben  "Siklósi Szalon",
- 2014-től "Ars Pannonica" Nemzetközi tárlat Szombarthely, Bécs, Budapest

Meghívásos tárlatok: Siklós, Párizs, Moszkva, Róma.

## Kitüntetései
- 2020. Munkácsy Mihály-díj[2]
- 2016. VI. Ars Pannonica Nemzetközi Képzőművészeti Tárlat Nívó díj,  és "Arc-kép" Szigetszentmiklós Város díj.
- 2015. "Harmónia" MAOE. Országos összművészeti Tárlat, Szakmai díj.
- 2014. A Magyar Érdemrend lovagkeresztje
- 2009. Tolna Megyei Príma díj
- 2008. Simsay Ildikó-díj
- 2003. Tolna megye Művészetéért díj
- 2002. Babits díj
- 2001. Milleneumi Arany Emlékérem
- 2000. Pro Urbe díj Szekszárd

## Róla írták
Baky Péter képeit az érzékletesen megidézett rejtett dimenziók, az emlékek, az üzenetek, az élmények, a determináció és a történelmi valóságvonalak jellemzik. Képeinek témája az idő.  Dinamikusan mozgó gondolatai a belső motivációk tárgyiasításával formálódnak képpé. Emberábrázolása szakrális és groteszk, ironikus és drámai – és mindig érzékeny. A színek és a formák sajátos komponálási rendje, a “kép a képben” szerkesztés jellemzi művészetét. A képmező egészében komponálja az egyes részeket egységes egésszé.
A szellem és a test örömét tárgyiasító telt és szép női idomok és a megemelt poharak ugyanazt a szimbolikát és életszeretetet közvetítik. A kiszolgáltatott vagy a kép témája szerint éppen imádott női testet elidegeníti. Képei örvénylő érzelmekről, szenvedélyről, emberi történésekről - és meg nem történésekről szólnak. A képi megjelenítés a gazdag kolorittal a karakteres figurákat örvénylő formákká, ironikus vagy éppen tiszta kisugárzásokká transzformálja. ..." - Angyal Mária
...Tudatosan gondolkodó piktúra, mely minden kitárulkozása mellett és ellenére egy befelé forduló egyéniség meditatív megnyilatkozása. Egyetlen művét sem lehet felszínesen megnézni és továbblépni. Visszarántja tekintetünket ez a különös világ, és magyarázatot követel önmagunktól - magunknak. Nem adja könnyen magát, gondolkodásra késztet, szellemi működést indukál. A legmagasabb emberi tevékenységre ösztönöz.Eszközei szikárak és halkak. Ezt a szerénységet csak az engedheti meg magának, aki bravúros technikai tudással brillirozni képes, emellett eléggé bölcs ahhoz, hogy ne éljen vissza képességeivel, hanem gáláns gesztussal ajánlja fel: ime gyönyörködjetek és gondolkozzatok. - Fekete Tamás
Ha kell, hát harcolok, erőmből futja még,
bár jobb lenne hitből emelni templomot,
míg rajzom kőjegyét kőtornyok védenék,
nem porlana, vagy épp lenne a szent homok… - Kis Pál István: Verbális átiratok Baky Péter tollrajzaihoz